# Thelma Drake

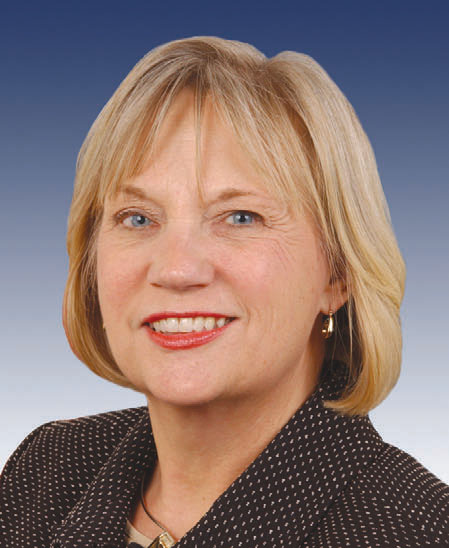
Thelma Drake (2005)

Thelma Day Drake (* 20. November 1949 in Elyria, Ohio) ist eine US-amerikanische Politikerin. Zwischen 2005 und 2009 vertrat sie den Bundesstaat Virginia im US-Repräsentantenhaus.

## Werdegang
Thelma Drake besuchte bis 1967 die Elyria High School. Danach arbeitete sie in der Immobilienbranche. Gleichzeitig schlug sie als Mitglied der Republikanischen Partei eine politische Laufbahn ein. Von 1996 bis 2004 gehörte sie dem Abgeordnetenhaus von Virginia an.
Bei den Kongresswahlen des Jahres 2004 wurde Drake im zweiten Wahlbezirk von Virginia in das US-Repräsentantenhaus in Washington, D.C. gewählt, wo sie am 3. Januar 2005 die Nachfolge von Ed Schrock antrat. Nach einer Wiederwahl konnte sie bis zum 3. Januar 2009 zwei Legislaturperioden im Kongress absolvieren. Diese waren von den Ereignissen der Militäreinsätze im Irak und in Afghanistan bestimmt. Im Jahr 2008 unterlag sie Glenn Nye von der Demokratischen Partei.
Heute leitet Thelma Drake die Behörde für Verkehr und Eisenbahnen des Staates Virginia (Department of Rail and Public Transit). Sie ist verheiratet und hat zwei erwachsene Kinder.